# George G. Kaufman
George Gert Kaufman (* 6. März 1933 in Berlin; † 25. Juni 2020 in Chicago) war ein US-amerikanischer Wirtschaftswissenschaftler.

## Werdegang, Forschung und Lehre
Kaufman wurde 1933 in Berlin geboren. Als die Verfolgung der Juden in Deutschland zunahm, flüchtete seine Familie mit ihm 1936 nach Amsterdam. Im April 1940 musste die Familie erneut fliehen und erreichte mit einem der letzten Schiffe, mit denen Juden die Niederlande noch verlassen konnten, die Vereinigten Staaten. Dort ließ die Familie sich in Manhattan nieder, wo Kaufmann die Schule besuchte.
Er studierte zunächst am Oberlin College, an dem er 1954 sein Bachelor-of-Arts-Studium abschloss. Anschließend ging er an die University of Michigan, an der er im folgenden Jahr den akademischen Titel eines Master of Arts erwarb. 1962 graduierte er an der University of Iowa als Ph.D. mit der Dissertation unter dem Titel „Response of Commercial Banks to Federal Reserve Policy“.
Kaufman arbeitete bis 1970 als Ökonom und Forscher für die Federal Reserve Bank of Chicago. Anschließend ging er an die University of Oregon, wo er ein Jahrzehnt forschte und lehrte. 1981 folgte er einem Ruf der Loyola University Chicago. Dort arbeitete er am Center for Financial and Policy Studies, dessen Direktor er wurde.
Der Arbeitsschwerpunkt Kaufmans lag im Bereich Finanzmärkte, Banken, Bankregulierung und Geldpolitik. Insbesondere im Bereich Bankenaufsicht trat er in Erscheinung und gilt als einer der geistigen Anführer in der Reform des Bankenrechts zu Beginn der 1990er Jahre, die die Eigenkapitalanforderungen US-amerikanischer Banken erhöhte. Zu seinen Kernthemen gehörten die Einlagensicherung sowie Bankinsolvenzen. 
Aufgrund seiner Forschungsschwerpunkte wurde Kaufman von etlichen staatlichen Institutionen aber auch privatwirtschaftlichen Unternehmen als Berater hinzugezogen. Daneben engagierte er sich auch in einigen Forschungsinstitutionen. So war er beispielsweise Präsident sowohl der Western Finance Association als auch der Midwest Finance Association, wo er zudem längere Zeit auch im Vorstand saß. 2003 diente er auch der North American Economic and Finance Association als Präsident; zudem war er 1991 bis 2000 Mitglied im Vorstand der International Association of Financial Engineers. Er war Mitbegründer der Zeitschrift Journal of Financial Stability.
Kaufman starb im Juni 2020 im Alter von 87 Jahren, zu Hause in Chicago, an den Folgen der Parkinson-Krankheit.

## Auszeichnungen
- 2002: Adam-Smith-Preis

## Werke
Die folgende Auflistung gibt von Kaufman veröffentlichte Bücher wieder, zudem hat er zahlreiche Zeitschriftenartikel und Arbeitspapiere verfasst.
- als Herausgeber mit William E. Gibson: Monetary Economics:  Readings on Current Issues
- Money, the Financial System, and the Economy, 1973, 1977, 1981.
- Money and the Financial System: Fundamentals, 1975.
- The U. S. Financial System:  Money, Markets, and Institutions, 1980, 1983, 1986, 1989, 1992, 1995
- als Herausgeber mit Kenneth Rosén: The Property Tax Revolt:  The Case of Proposition 13, 1981
- als Herausgeber: Efficiency in the Municipal Bond Market:  Use of Tax-Exempt Bonding to Finance "Private" Activities, 1981
- als Herausgeber mit G. O. Bierwag und Alden Toevs: Innovations in Bond Portfolio Management:  Duration Analysis and Immunization, 1983
- mit George J. Benston, Robert Eisenbeis, Paul Horvitz und Edward Kane: Perspectives on Safe and Sound Banking: Past, Present, and Future, 1986
- als Herausgeber mit Roger Kormendi: Deregulating Financial Services: Public Policy in Flux, 1986
- als Herausgeber: Research in Financial Services: Private and Public Policies, jährlich 1989–2003
- als Herausgeber: Restructuring the American Financial System, 1990
- als Herausgeber: Banking Structures in Major Countries, 1991
- als Herausgeber mit Robert Litan Assessing Bank Reform:  FDICIA One Year Later, 1993
- als Herausgeber: Reforming Financial Institutions and Markets in the United States, 1994
- als Herausgeber mit George J. Benston und W. Curt Hunter: Discrimination in Financial Services, 1997
- als Herausgeber mit Gerard Caprio, W.C. Hunter und D. Leipziger: Preventing Bank Crises: Lessons from Recent Global Bank Failures, 1998
- als Herausgeber mit W. Curt Hunter und Thomas Krueger: The Asian Financial Crisis: Origins, Implications, and Solutions, 1999
- als Herausgeber mit Joseph Bisignano und W. Curt Hunter:  Global Financial Crises: Lessons from Recent Events, 2000
- als Herausgeber mit W. Curt Hunter und Michael Pomerleano: Asset Price Bubbles: Implications for Monetary, Regulatory, and International Policies, 2005
- als Herausgeber mit Claudio Borio, W. Curt Hunter und Kostas Tsatsaronis: Market Discipline: The Evidence Across Countries and Industries, 2004
- als Herausgeber mit Douglas Evanoff: Systemic Financial Crises: Resolving Large Bank Insolvencies, 2005
- als Herausgeber mit Gerard Caprio und Douglas Evanoff: Cross – Border Banking: Regulatory Challenges, 2006
- als Herausgeber mit Douglas Evanoff und Raymond LaBrosse: International Financial Instability: Global Banking and National Regulation, 2007
- als Herausgeber mit Robert Bliss: Financial Institutions and Markets: Current Issues in Financial Markets, 2008
- als Herausgeber mit Douglas Evanoff und David Hoelscher: Globalization and Systemic Risk, 2009
- als Herausgeber mit Douglas Evanoff und Philipp Hartmann: The First Credit Market Turmoil of the 21st Century, 2009
- als Herausgeber mit Robert Bliss: Financial Institutions and Markets : 2007-2008-The Year of Crisis, 2009
- als Herausgeber mit Robert Bliss: Financial Institutions and Markets : The Financial Crisis, 2010
- als Herausgeber mit Asli Demirguc-Kunt und Douglas Evanoff: The International Financial Crisis: Have the Rules of the Game Changed?, 2011
- als Herausgeber mit Stijin Claessens, Douglas Evanoff und Laura Kodres: Macroprudential Regulatory Policies: The New Road to Financial Stability?, angekündigt